# Dyamanhal, Shorapur
Dyamanhal là một làng thuộc tehsil Shorapur, huyện Gulbarga, bang Karnataka, Ấn Độ.